# Lahannya
Lahannya – brytyjska piosenkarka, kompozytorka i performerka, ale również zespół  dark electro o nazwie Lahannya, który założyła w 2005 roku z Lutzem Demmlerem, współkompozytorem, producentem i basistą, a w którym jest frontmanką. Podczas występów na żywo Lahannya i Lutz uzupełniani są przez Christophera Mildena i Luca Mazzucconi.    
Lahannya jest bardzo rozpoznawalna na scenie mrocznej muzyki ze względu na jej współpracę z takimi zespołami jak Combichrist, ASP, Soman, Greenhaus, Xotox czy Dracul z którymi wielokrotnie występowała na wielu koncertach i festiwalach takich jak M'era Luna czy Wave Gotik Treffen. Okazjonalnie Lahannya występuje jako DJane w najdłużej działającym na świecie klubie alternatywnej sceny dark independent Slimelight w Londynie.

## Historia

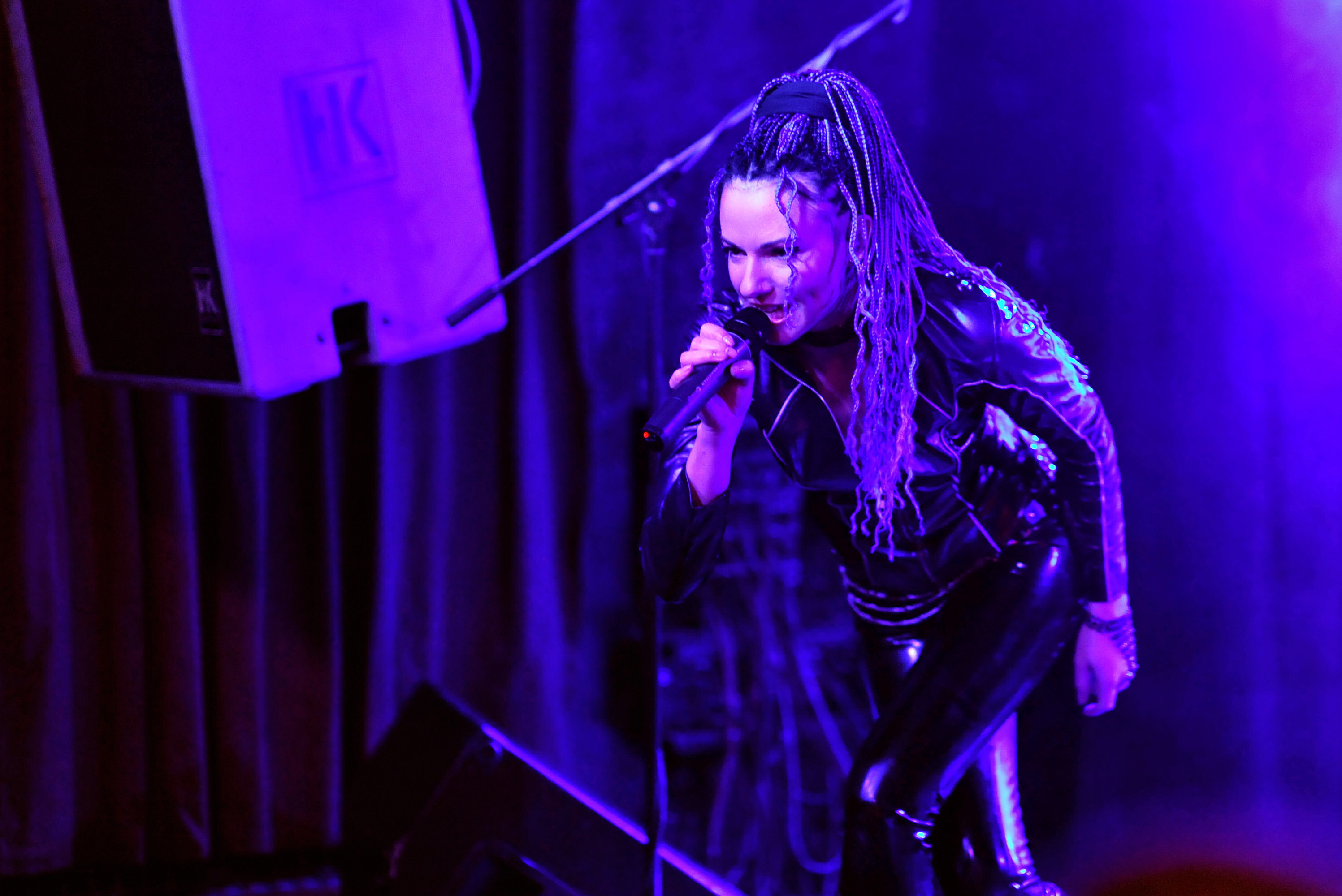
6 grudnia 2009, w MarX (Markthalle), Hamburg Niemcy

### Początki kariery
Pierwsze demo Lahanny'i zatytułowane Drowning ukazało się dość przypadkowo, wydane przez niezależną amerykańską wytwórnię Zenflesh. Utwór był na tyle udany, że wytwórnia zdecydowała się załączyć jego pełną wersję na planowany właśnie album kompilacyjny Amduscias. Działając całkowicie samodzielnie i nie dysponując żadnym zespołem wykonała nagranie za które zebrała zaskakująco pozytywne recenzje. Sukces i pozytywny odbiór zainspirowały ją do nagrania pierwszej EPki, która uformowała podstawę do istnienia zespołu znanego dziś. Muzykę porównywano do Throwing Muses czy Garbage. 
Po przeprowadzeniu się z Brighton do Londynu w 2004 roku Lahannya podjęła pracę DJane w klubie Slimelight oraz rozpoczęła współpracę z zespołem Soman, co zaowocowało takimi hitami jak Tears, Eye To Eye czy Mask oraz remiksem Sex, Drugs And Industrial z repertuaru Combichrist co zwróciło na nią uwagę środowiska i dało zaproszenia na duże festiwale muzyczne takie jak M'era Luna, Wave Gotik Treffen i Summer Darkness.

### Kariera w zespole
Po kilku latach nagrań i koncertów we współpracy z takimi zespołami jak Greenhaus czy Soman, latem 2004 roku podczas festiwalu M'Era Luna, Lahannya spotkała się z basistą zespołu Umbra et Imago Lutzem Demmlerem. Spotkanie zaowocowało przyjaźnią i decyzją o podjęciu współpracy. Po kilku początkowych zmianach w składzie, ostatecznie pod koniec 2006 roku do zespołu dołączyli basista Belle (wcześniej Killing Miranda, Nosferatu)  i gitarzysta zespołu NFD - Chris Milden na potrzeby promocji powstałego właśnie debiutanckiego albumu Shotgun Reality. W tym składzie odbyli duże tournée wspólnie z takimi gwiazdami jak Emilie Autumn i Moon Kana.
W roku 2008 Lahannya nagrała koncepcyjną EPkę zatytułowaną Welcome To The Underground, zawierającą kilka nowych ścieżek i remiksów. Przekaz płyty obejmował bardzo mroczną wizję przyszłości a o grafikę zadbał David Bircham, autor cieszącej się sporym zainteresowaniem undergroundowej noweli graficznej Brodie's Law. EPka ta, jest prequelem kolejnego albumu zespołu. Po nagraniu tego wydawnictwa Lahannya supportuje niemiecki gotycko rockowy zespół ASP podczas 3 tygodniowego tournée po Niemczech. Również ASP dodaje remiks utworu Inside the Machine do wydanej EP. Kolejne dwa tournée grupa odbywa po Wielkiej Brytanii, osiągają one duży sukces co powoduje wzrost widowni i zainteresowania zespołem. Jednak prawdziwym przełomem i bezdyskusyjnym ogromnym sukcesem był występ Lahanny'i w amfiteatrze Parkbuehne podczas Wave Gotik Treffen Festival w niemieckim Lipsku.
19 października 2009 roku nakładem wytwórni Kabuki zespół wydaje swój drugi album zatytułowany Defiance, a w listopadzie 2010 podwójne wydawnictwo Scavenger, złożone z singla oraz DVD live zawierającego występ grupy podczas Metal Female Voices Fest 2009.
Utwory ze Scavenger zostały także zawarte na opublikowanej w październiku 2011 kolejnej płycie Dystopia składająca się z 12 ścieżek. Wydawnictwo promowane było jesienią 2011 roku licznymi koncertami w Wielkiej Brytanii, jako support wystąpiła m.in. Pythia.
W listopadzie 2013 roku ukazuje się trzypłytowy box Sojourn zawierający1 DVD oraz 2 CD. Na DVD zawarte są występy grupy podczas M'Era Luna w sierpniu 2012 oraz podczas Female Metal Voices Fest (2012), natomiast CD zawierają prócz tych samych nagrań live również utwory nagrane we współpracy z innymi zespołami, takimi jak Greenhaus, Soman, Xotox i Dracul.
Planowana na rok 2014 ostatnia część trylogii Defiance i Dystopia zatytułowana Dominion, niestety do dziś (2017) nie doczekała się wydania.

## Styl muzyczny
Muzykę zespołu Lahannya można określić jako "skrzyżowanie Evanescence i The Birthday Massacre"ale niosącą w sobie elementy innowacji. Wśród grup, które mogą mieć wpływ na twórczość zespołu, zauważyć można też Lacuna Coil. Kompozycje grupy charakteryzują się energetycznym rytmem electro, ale jednocześnie są one w dużej mierze zainspirowane klasyczną "starą szkołą" rocka gotyckiego. Styl zespołu określić więc można jako połączenie gotyckiej, elektronicznej i alternatywnej muzyki rockowej.  
Albumy zespołu połączone są przez wspólną wizję i przesłanie jakie niosą,  zawierają futurologiczne i anty-utopijne motywy - teksty prezentowanych na nich utworów opowiadają o dystopii przyszłości, w której ludzka indywidualność jest tłumiona wobec totalitarnego społeczeństwa. Mają charakter przypominający motyw Wielkiego Brata z powieści 1984, a ich fabuła zbudowana jest wokół małej grupy rewolucjonistów próbujących obalić jego władzę.

## Skład zespołu
- Lahannya - śpiew, kompozytorka
- Lutz Demmler - gitara basowa, kompozytor
- Christopher Milden - gitara
- Luca Mazzucconi - instrumenty perkusyjne

## Dyskografia

### Albumy
- 2007: Shotgun Reality
- 2009: Defiance
- 2011: Dystopia

### EPki
- 2000: Drowning
- 2008: Welcome To The Underground

### Albumy live
- 2013: Sojourn

### Single
- 2007: Bleed For Me
- 2010: Scavenger (singiel i DVD)

### Kompilacje
- 1998: Amduscias - Various Artists (Zenflesh Records); ścieżka Drowning na tej kompilacji

### Udział w innych projektach
- 2003: Another Life - Greenhaus (Future Recordings); współkompozytorka i wokalistka na ponad połowie ścieżek z tej płyty
- 2004: Revenge - Soman (Out of Line Music); współkompozytorka i wokalistka ścieżki Tears feat. Lahannya
- 2004: Machineries of Joy - Various Artists (Out of Line Music); współkompozytorka i wokalistka ścieżki Antique by Soman
- 2004: Sex, Drogen Und Industrial - Combichrist (Out of Line Music); melorecytacja na remiksie Soman ścieżki Sex, Drugs & Industrial
- 2005: [psi] (cd version) - Xotox (Pronoize); mówione intro do wideo zawartego na ścieżce [psi]
- 2006: Harmonia Mundi - Various Artists (Danse Macabre); współkompozytorka i wokalistka ścieżki My Angel by Wintry
- 2006: Like an Animal - Dracul (Spirit Production); współkompozytorka i wokalistka ścieżek Vampiria's Dream i Deathwish
- 2007: Mask - Soman (Infacted); współkompozytorka i wokalistka ścieżki Mask i Eye to Eye
- 2007: Nie Mehr - ASP (Trisol); remiks tytułowego utworu Nie Mehr
- 2008: In Den Zehn Morgen - Xotox (Pronoize); wokalistka w utworze Habitat
- 2010 : Noistyle - Soman utwór Skin Deep feat. Lahannya